# Mitsubishi Pajero Junior
La Mitsubishi Pajero Junior è una autovettura prodotta dalla casa automobilistica giapponese Mitsubishi dal dicembre 1995 al 1998.

## Descrizione
La Pajero Junior è un fuoristrada di piccole dimensioni prodotto per il solo mercato giapponese. Basata sulla piattaforma allungata della Mitsubishi Minica, era una versione più grande della Mitsubishi Pajero Mini e si andava a collocare sotto la Pajero nella gamma del costruttore nipponico. Le maggiori differenza dal punto di visita estetico stavano nei parafanghi e nelle gomme che erano più larghe.
Il motore siglato 4A31 4 cilindri monoalbero da 16 valvole da 1094 cm³ è lo stesso della Mitsubishi Colt, sviluppa 80 CV a 6500 giri/min che permette alla vettura di toccare la velocità massima di 135 km/h. La trasmissione è affidata a un manuale 5 marce o automatico a 3 velocità. Lo sterzo è un tradizionale a pignone con cremagliera dotato di servoassistenza idraulica. La sospensione anteriore è costituita da un doppio braccio oscillante, mentre nella parte posteriore è a molla elicoidale.
La Junior è stata prodotta dal novembre 1995 fino al giugno 1998, quando è stata poi sostituita dalla Mitsubishi Pajero iO (nota in Europa come "Pinin").